# ロジェスティラ
ロジェスティラ（Logistilla）は、イタリアの叙事詩、『狂えるオルランド』に登場する善の魔女。魔女アルチーナの妹。彼女がアストルフォにあらゆる魔術の秘奥が記された知恵の書と窮地を打破する魔法の角笛をプレゼントした。

## 人物
ロジェスティラはアリオストの叙事詩に出てくる三姉妹（アルチーナ、モルガナ、ロジェスティラ）のひとりであるが、うち善人はロジェスティラのみである。三姉妹はヘラクレスの柱の向こうにある島に住んでいる。